# Zeit²
Zeit² est un jeu vidéo de type shoot 'em up développé par Brightside Games et édité par Ubisoft, sorti en 2011 sur Windows et Xbox 360.

## Accueil
- Jeuxvideo.com : 14/20[1]